# Standesamt

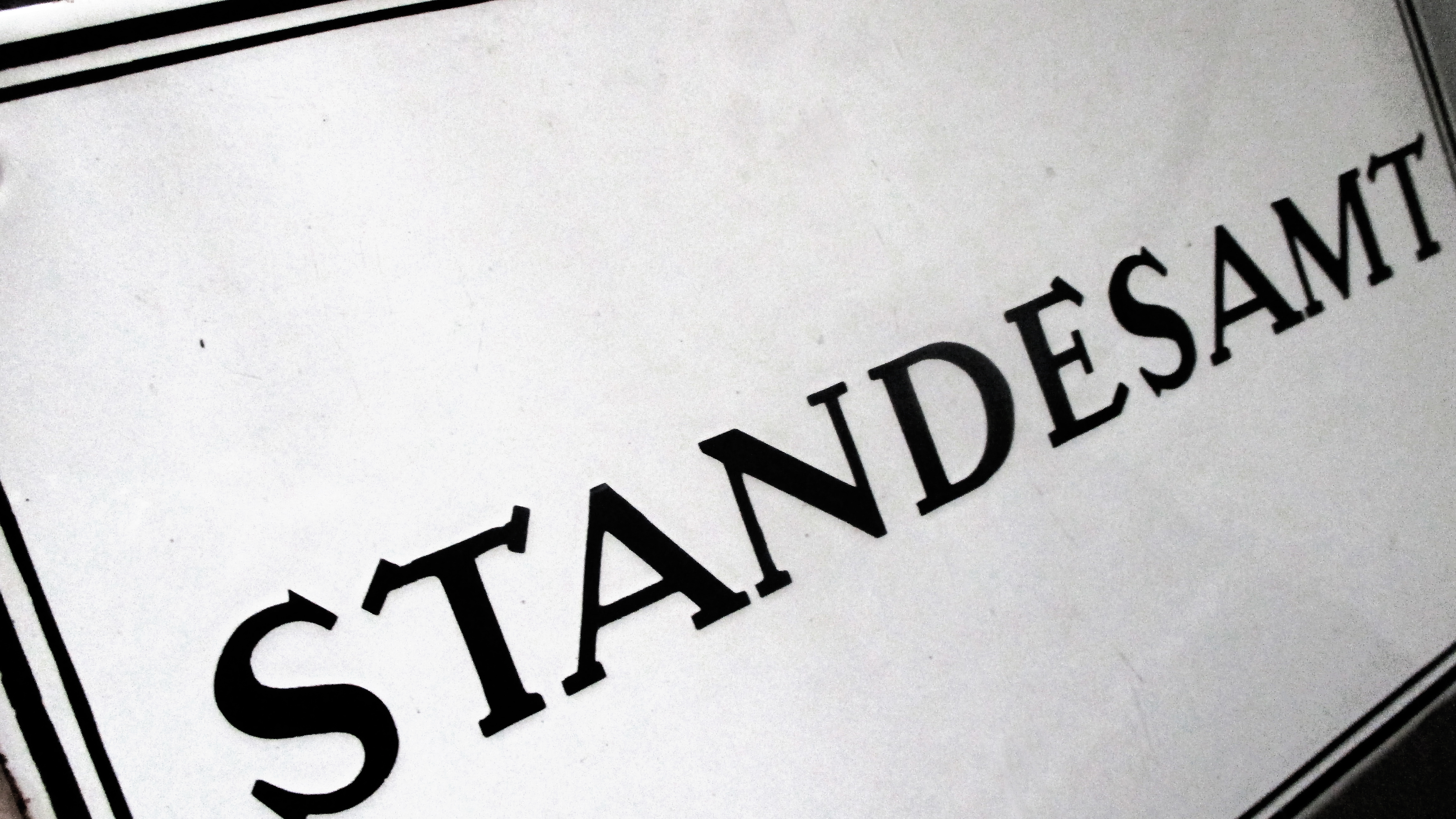
Standesamt, Emailleschild um 1950, DDR

Historische Portalfigur des Standesamts in Frankfurt am Main

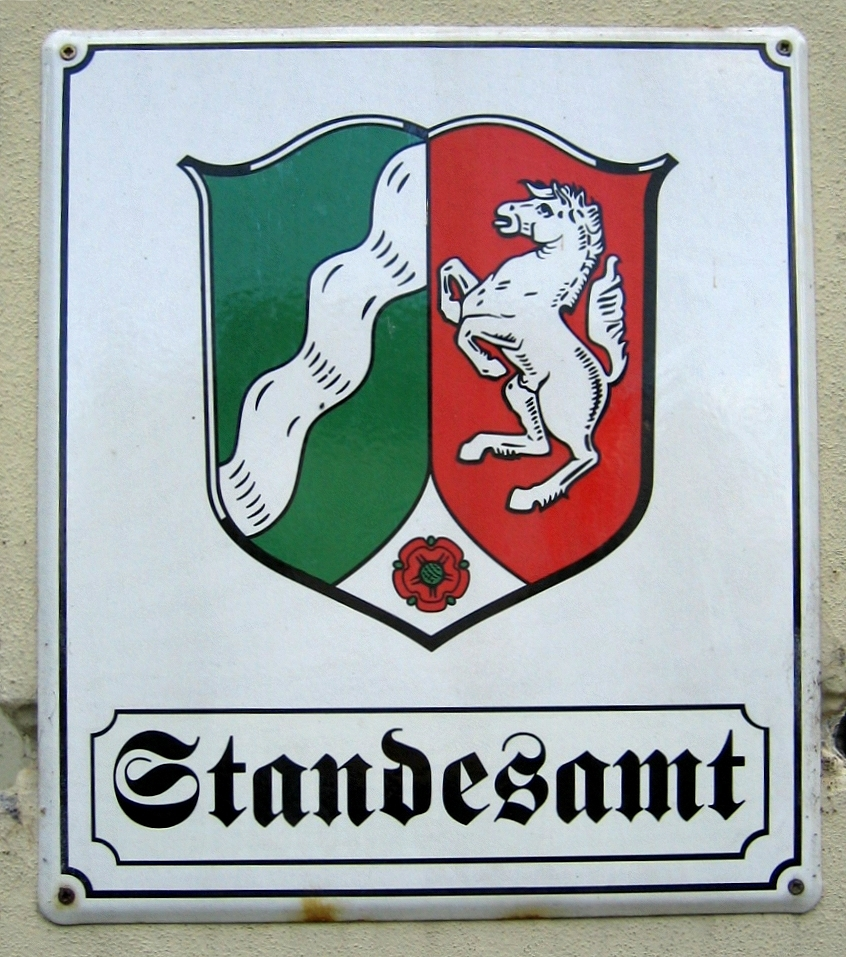
Amtsschild in Nordrhein-Westfalen

Das Standesamt ist in Deutschland (seit dem 1. Februar 1870 im Großherzogtum Baden, seit dem 1. Oktober 1874 in Preußen sowie seit dem 1. Januar 1876 im restlichen Gebiet des Deutschen Reiches) ein Amt zur Erledigung der im Personenstandsgesetz vorgesehenen Aufgaben, insbesondere zur Führung der Personenstandsregister, zur Erstellung von Personenstandsurkunden und anderem. In den Gebieten, die zwischendurch zum Gebietsstand des Deutschen Reiches zählten, wie das der Republik Österreich oder das Sudetenland, wurden die Standesämter unmittelbar nach der Grenzverschiebung eingeführt.
Auch in Österreich (seit 1939) wie auch in der Schweiz (Zivilstandsamt seit 1876) gibt es Standesämter.

## Deutschland

### Organisation
Standesämter sind auf Gemeindeebene organisiert. Dies bedeutet, dass jede kreisfreie Stadt sowie viele Gemeinden eigene Standesämter betreiben. Großstädte haben dagegen oft in einzelnen Stadtteilen eigenständige Standesämter eingerichtet. Nicht jede Gemeinde verfügt jedoch über ein eigenes Standesamt. So können Gemeinden die Aufgaben des Standesamts einer anderen Gemeinde mit deren Zustimmung übertragen. Anfang 2025 gab in es Deutschland 10.751 Gemeinden und 4.409 Standesämter.
Bis zum 31. Dezember 2008 existierten noch vier Hauptstandesämter (Baden-Baden, Berlin, Hamburg und München), die besondere Aufgaben, vor allem bezüglich Personenstandsfällen, bei denen das Ausland betroffen war, bearbeiteten. Diese vier Hauptstandesämter vertraten die früheren vier Besatzungszonen Deutschlands.
Zentrale Aufgaben nimmt das Standesamt I in Berlin wahr. Vor allem Fälle, die nicht in das Zuständigkeitsschema fallen, werden von Berlin übernommen.

### Aufgaben
Die meisten der amtlichen Vorgänge betreffen
1. Geburten – Eintragung im Geburtenregister (i. d. R. nach Meldung der Eltern, der Hebamme, des Arztes oder Krankenhauses) und Ausstellung einer Geburtsurkunde.
2. Eheschließungen – meist in feierlichem Rahmen, bei dem das Eheversprechen erfolgt und der Standesbeamte eine Ansprache hält. In den meisten Ländern findet die standesamtliche vor der kirchlichen Trauung statt und erfordert – wie diese – zwei Trauzeugen. Die standesamtliche Trauung in Deutschland erfordert seit 1998 keine Trauzeugen mehr.
3. Todesfälle und Ausstellung einer Sterbeurkunde. Viele Standesbeamte wirken hier auch beratend oder erleichtern den Angehörigen den Kontakt zu Bestattungsunternehmen.

Diese drei Vorgänge dürfen nur von einer Behörde vorgenommen werden, weil sie die Gesellschaft in hohem Maß betreffen und Missbräuche unbedingt zu vermeiden sind. Die Sachbearbeitung obliegt Standesbeamten.

### Geschichte

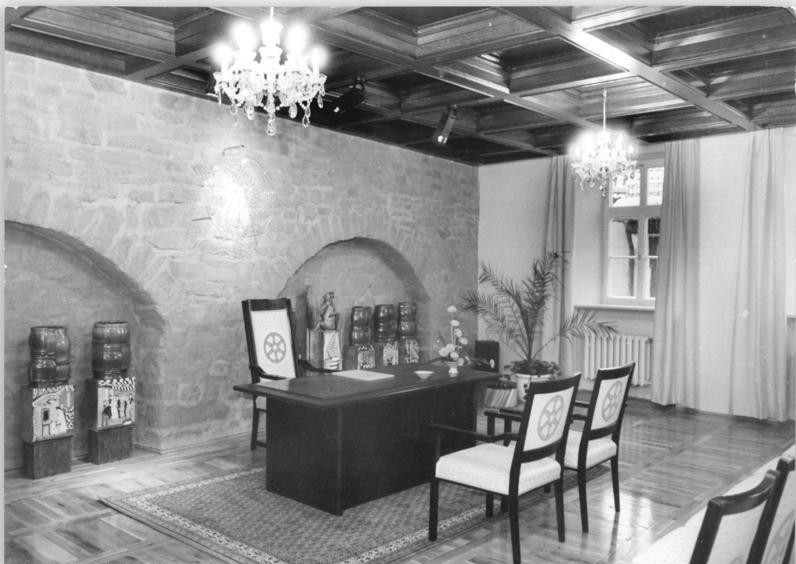
Standesamt Erfurt im Haus zum Sonneborn, 1989

In früherer Zeit wurden die so genannten Personenstandsfälle (Geburten, Eheschließungen und Sterbefälle) nur in den von den Pfarrämtern geführten Kirchenregistern verzeichnet. Diese Kirchenregister wurden im Laufe der Zeit trotz ihres rein kirchlichen Charakters weithin auch allgemein öffentlichen und staatlichen Zwecken dienstbar gemacht. Die Folge war, dass der Staat auf die Führung dieser Register Einfluss nahm und der staatlichen Aufsicht durch die unteren Verwaltungsbehörden unterstellte.
Zivile Standesämter wurden zwischen 1792 und 1808 im französisch besetzten Rheinland eingeführt. Die ältesten Standesamtsbücher datieren von 1792. Die anderen Standesämter wurden anschließend durch den Code civil eingerichtet.
Erst mit dem Inkrafttreten des Reichsgesetzes über die Beurkundung des Personenstandes und die Eheschließung vom 6. Februar 1875 wurden zum 1. Januar 1876 einheitlich im damaligen Reichsgebiet Standesämter mit der besonderen Aufgabe der Führung von Personenstandsregistern (Geburten-, Heirats- und Sterberegister) eingerichtet. Seit diesem Zeitpunkt kann die Ehe bürgerlich-rechtlich nur noch vor dem Standesbeamten eingegangen werden. Ebenso sind seither verpflichtend Geburten und Sterbefälle beim Standesamt des zuständigen Standesamtsbezirks anzuzeigen.
Das Bild des Standesbeamten selbst hat sich in diesen über 100 Jahren entscheidend gewandelt. Waren früher in erster Linie der Bürgermeister oder der Dorfschullehrer als Standesbeamte ehrenamtlich tätig, so wird diese Aufgabe heute in der Regel von Verwaltungsbeamten wahrgenommen. Die dem Standesbeamten obliegenden Aufgaben sind Angelegenheiten des Staates, die den Gemeinden zur Erfüllung nach Weisung übertragen sind.
Auch das Aufgabenfeld des Standesbeamten wurde im Laufe der Zeit immer umfangreicher. Neben den Beurkundungen des Personenstandes und der Vorbereitung (sog. „Aufgebot“, seit 1. August 1998 Anmeldung der Eheschließung, seit 1. August 2001 auch Anmeldungen von Lebenspartnerschaften) und Durchführung der Eheschließung und Begründung von Lebenspartnerschaften gehört die Ausstellung von Personenstandsurkunden zu den häufigsten Tätigkeiten im Standesamt, wo der Standesbeamte als Urkundsbeamter innerhalb seines Geschäftsbereiches öffentliche Urkunden ausstellt.
Weitere Aufgaben sind unter anderem die Beurkundung der Vaterschaftsanerkennung, die Entgegennahme und Beurkundung eidesstattlicher Versicherungen in Personenstandsangelegenheiten, die Beglaubigung und Entgegennahme von namensrechtlichen Erklärungen, die Ausstellung von Ehefähigkeitszeugnissen, die Führung der Testamentskartei, regional die Entgegennahme von Erklärungen zum Kirchenaustritt, Mitteilungen an andere Standesämter und die Mitwirkung bei der Bevölkerungsstatistik.

## Österreich

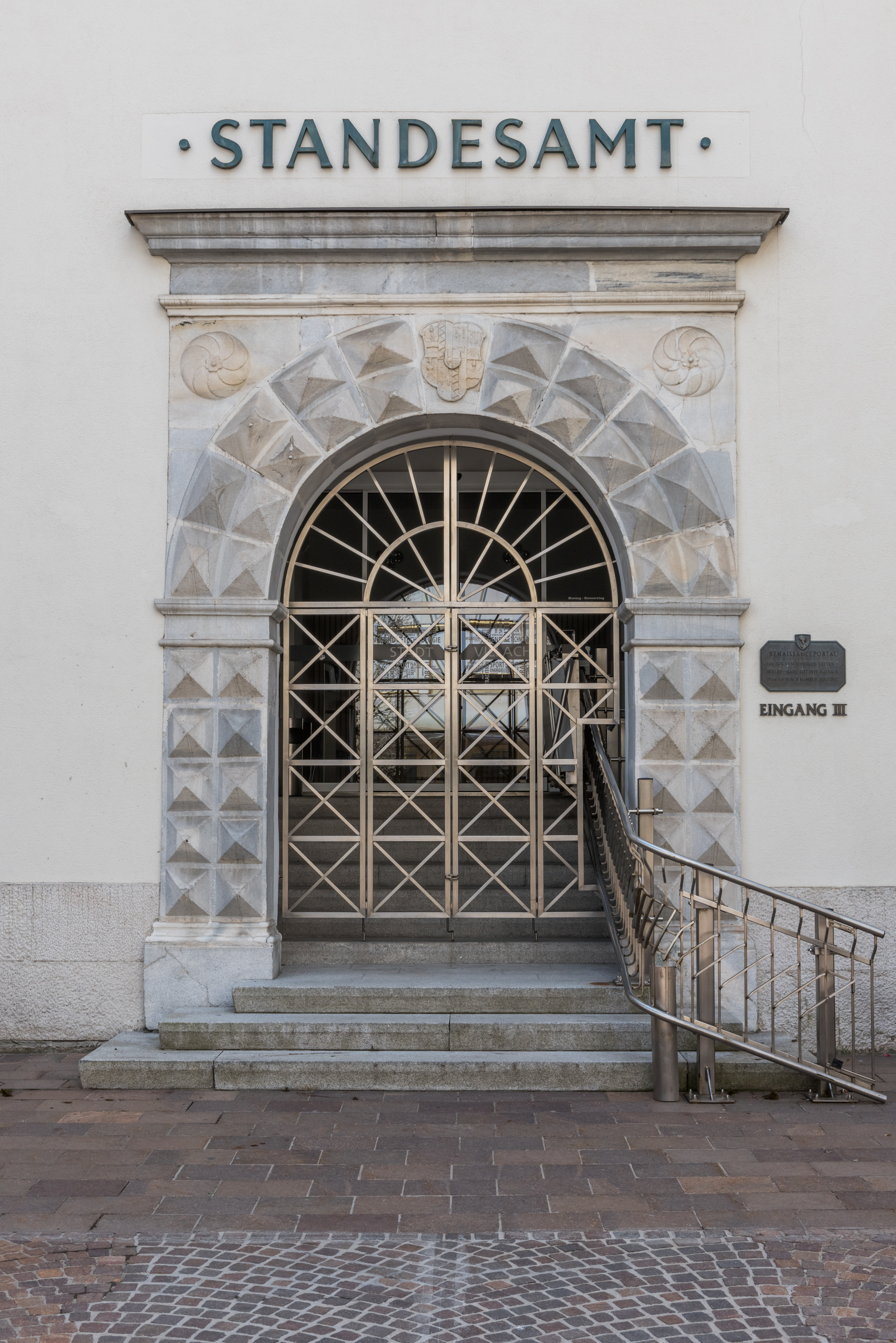
Standesamt Villach

Die Standesämter in Österreich sind Behörde der mittelbaren Bundesverwaltung und unterstehen der jeweiligen Bezirkshauptmannschaft bzw. dem Magistrat. Sie führen die Geburten-, Ehe- (bis 1. Jänner 1984 Familien-) und Sterbebücher und sind für die Ausstellung der Personenstandsurkunden zuständig. Viele Gemeinden führen die Personenstandsangelegenheiten selbst (Übertragener Wirkungsbereich), jedoch sind vielfach kleine Gemeinden zu Standesamtsverbänden bzw. Standesamts- und Staatsbürgerschaftsverbänden zusammengeschlossen.

### Geschichte
Die Verwaltung der Personenstandsangelegenheiten bei den Standesämtern änderte sich im Lauf der Zeit. Waren sie seit einem Gesetz vom 9. April 1870 nur für Personen, die keiner gesetzlich anerkannten Kirche oder Religionsgesellschaft angehörten, zuständig, so erweiterte sich die Zuständigkeit ab dem 1. Oktober 1895 auf die Bürger im (damals ungarischen) Burgenland und ab dem 1. Jänner 1939 auf das übrige Österreich. Vor April 1870 waren für die Führung der Personenstandsbücher die Religionsgemeinschaften zuständig.
Ehen sind in Österreich seit dem 1. August 1938 obligatorische Zivilehen (§ 44 ABGB) und damit nur rechtsgültig, wenn sie vor Standesbeamten geschlossen worden sind. Seit diesem Zeitpunkt haben kirchlich geschlossene Ehen keine rechtliche Relevanz mehr.
Seit 1. November 2014 ist das Zentrale Personenstandsregister (ZPR) und das Zentrale Staatsbürgerschaftsregister (ZSR) in Kraft.

„Mit der Schaffung eines Zentralen Personenstandsregisters … geht nicht nur die zentrale Führung von Personenstandsfällen, sondern grundsätzlich auch der Entfall der Bücherstruktur (z. B. Geburtenbuch, Ehebuch etc.) und der „klassischen“ örtlichen Zuständigkeit einher. … Bürger können künftig bei der „Personenstandsbehörde ihrer Wahl“ Urkunden ausstellen lassen … Weiters entfällt der Urkundennachweis im Personenstandsfall (z. B. Eheschließung). …“